# Jessica Zandén
Anna Jessica Zandén, född 28 mars 1957 i Brännkyrka församling i Stockholm, är en svensk skådespelare och terapeut.

## Biografi
Jessica Zandén växte upp i Sundbyberg, som dotter till textilkonstnären Joy Zandén. Somrarna tillbringades i Särö söder om Göteborg, nära andra delar av släkten. Brodern Philip fick henne att välja skådespelarbanan genom att övertala henne att söka in till scenskolan i Stockholm vilken hon gick 1978–1981. Hon studerade även drama-teater-film vid Lunds universitet.

### Karriär som skådespelare
Efter studierna engagerades hon vid regionteatern i Härnösand 1982–1983 och därefter vid TV-teatern och Stockholms stadsteater.
Hennes medverkan i kabarén Klara damer 1984 ledde till att hon 1985 fick Dagens Nyheters Kasperpris med motiveringen att hon var en "comedienne av sällan skådat slag med en underbart frisk scenisk utstrålning. Därtill äger hon en härlig begåvning i konsten att improvisera på en teaterscen".
1988 framförde hon för henne specialskriven ståuppkomik Westermans i Gamla stan. Det verkligt stora genombrottet fick hon som den kvinnliga huvudpersonen Lilian i Lars Molins Tre kärlekar (1989 och 1991), där hon gestaltade en komplicerad och neurotisk kvinna. För sin roll som Deborah Cohen i Freud flyttar hemifrån... (1991) belönades hon med en Robert 1992 i kategorin Bästa kvinnliga biroll. Hon är även känd för rollen som den intriganta Rebecka Bovallius i TV-serien Skilda världar (1996–1997), en roll Zandén hoppade av redan efter en säsong. Hon ersattes av Nina Gunke. Zandén Guldbagge-nominerades 2000 för bästa kvinnliga biroll i Tomten är far till alla barnen.

### Senare år
På senare år har Zandén även verkat som terapeut inom KBT, och hon hade mellan 2007 och 2020 en mottagning i Göteborg. Hon är även VD för ett mindre textilföretag, etablerat sedan hon i början av 2010-talet börjat intressera sig för att föra sin mors textilmönster, vidare.
2024 debuterade Zandén som författare. Den historiskt upplagda Så länge vi minns: om kvinnor som inte står ut, älskar och förlåter handlar om Särö och fyra familjer, skriven utifrån ett kvinnligt perspektiv. Utgångspunkten är Zandéns egen mormor Gladys Heyman. Innan bokskrivandet har Zandén bland annat skrivit artiklar, bokkapitel (i antologin Jude i Sverige, 2021) och teaterpjäsen Min mormor Gladys.

### Familj
Jessica Zandén tillhör släkten Zandén från Värmland och är dotter till textilkonstnären Joy Zandén och syster till skådespelaren Philip Zandén. Hon är dotterdotter till tonsättaren Gösta Nystroem och skulptören Gladys Heyman.
Zandén flyttade 2011 från Stockholm till Göteborg, och hon bodde 2022 i Särö.

## Verk

### Filmografi
- 1983 – Colombe
- 1984 – Jönssonligan får guldfeber
- 1984 – Pengarna gör mannen
- 1985 – Den politiske kannstöparen
- 1986 – Skuggan av Henry (TV-serie)
- 1986 – Prästkappan (TV-serie)
- 1986 – Som ni vill ha det
- 1987 – Svart gryning
- 1988 – Livsfarlig film
- 1989 – Kronvittnet
- 1989 – Tre kärlekar (TV-serie)
- 1990 – F-E-D-A (TV-serie)
- 1991 – Freud flyttar hemifrån...
- 1991 – Rock-A-Doodle (röst)
- 1991 – Rosenbaum (TV-serie)
- 1993 – Chefen fru Ingeborg
- 1993 – Pariserhjulet
- 1994 – I natt går jorden under
- 1995 – Bert – den siste oskulden
- 1995 – Vita lögner
- 1991 – Tre terminer (TV-serie)
- 1995 – Den täta elden (TV-serie)
- 1996–1997 – Skilda världar (TV-serie)
- 1996 – Cluedo – en mordgåta (TV-serie)
- 1997 – Emma åklagare (TV-serie)
- 1997 – OP7 (TV-serie)
- 1998 – Handelsresande i liv
- 1998 – Jobbet och jag (TV-serie)
- 1999 – Tomten är far till alla barnen
- 2000 – Skärgårdsdoktorn (TV-serie)
- 2000 – Livet är en schlager
- 2001 – Agnes (TV-serie)
- 2002 – Livet i 8 bitar
- 2002 – Berg skall bestigas
- 2002 – Skattkammarplaneten (röst)
- 2005 – Fyra veckor i juni
- 2006 – Revolutionens kvinnor
- 2007 – En riktig jul (TV-serie) (julkalender)
- 2007 – En spricka i kristallen (TV-serie)
- 2008 – Den perfekta bilden
- 2008 – Oskyldigt dömd (TV-serie)
- 2009 – Beck – Levande begravd – åklagare Annika Runfelt
- 2009 – Wallander – Tjuven
- 2010 – Bröderna Karlsson
- 2010 – Livvagterne (TV-serie)
- 2010 – Puss
- 2010 – Den fördömde (TV-serie)
- 2011 – Anno 1790 (TV-serie)
- 2012 – Johan Falk: Spelets regler
- 2012 – Johan Falk: De 107 patrioterna
- 2012 – Johan Falk: Alla råns moder
- 2012 – Johan Falk: Organizatsija Karayan
- 2012 – Johan Falk: Barninfiltratören
- 2012 – Johan Falk: Kodnamn Lisa
- 2013 – Orion
- 2016 – Springfloden (TV-serie)
- 2017 – Vår tid är nu (TV-serie)
- 2018 – Springfloden (TV-serie)
- 2018 – En familjehistoria (TV-serie)

### Teater

#### Roller (urval)
| År   | Roll        | Produktion                                                                          | Regi               | Teater                 |
| ---- | ----------- | ----------------------------------------------------------------------------------- | ------------------ | ---------------------- |
| 1980 |             | Tolvskillingsoperan (Die Dreigroschenoper) Bertolt Brecht och Kurt Weill            | Lars Göran Carlson | Parkteatern            |
| 1983 |             | Lysistrate (Λυσιστράτη, Lysistrátē) Aristofanes                                     | Judith Hollander   | Fredstältet, Gärdet    |
| 1985 | Vittoria    | Sommarnöjet (La villeggiatura) Carlo Goldoni                                        | Göran O Eriksson   | Stockholms stadsteater |
| 1992 | Susanna     | Figaros bröllop (La Folle Journée, ou Le Mariage de Figaro ) Pierre de Beaumarchais | Wilhelm Carlsson   | Dramaten               |
| 2007 | Fru Higgins | My Fair Lady Frederick Loewe och Alan Jay Lerner                                    | Rikard Bergqvist   | Göteborgsoperan        |
| 2011 |             | Leva livet (Elsk mig i nat) Ida Maria Rydén och Ina Bruhn                           | Philip Zandén      | Chinateatern           |